# 洪山镇 (安康市)
洪山镇，是中华人民共和国陕西省安康市汉滨区下辖的一个乡镇级行政单位。
2015年，陕西省民政厅批复同意撤销石转镇，并入洪山镇。

## 行政区划
洪山镇下辖以下地区：
兴隆社区、洪山村、天池村、淀沟村、石狮村、陈粱村、青狮村、阴坡垭村、瓦仓村、太吉村、大湾村、元坝村、长安村、周湾村、牛山村、粮桑村、石转河社区、石桥村、小垭村、乾隆村、双柏村、双罗村、永坪村、高兴村、双良村、双风村、七里村、蒿坡村和双联村。